# Епиглотит
Епиглотитът е възпаление на надгръклянника (епиглот) – клапата в основата на езика, която предотвратява навлизането на храна в трахеята. Симптомите обикновено започват бързо и включват проблеми с преглъщането, което може да доведе до лигавене, промени в гласа, треска и учестено дишане. Тъй като надгръклянникът е в горните дихателни пътища, подуването може да попречи на дишането. С влошаване на състоянието може да се появи стридор и синкава кожа.
В исторически план епиглотитът е причиняван най-вече от инфекция с бактерията Haemophilus influenzae тип b. При наличието на ваксина в наши дни епиглотитът обикновено се причинява от други бактерии, най-често Streptococcus pneumoniae, Streptococcus pyogenes или Staphylococcus aureus. Предразполагащите фактори включват изгаряния и механични травми (удар в областта на гърлото). Най-точният начин за поставяне на диагнозата е да се погледне директно в гърлото.
От 80-те години на ХХ век е налична ефективна ваксина. Антибиотикът рифампицин също може да се използва за предотвратяване на заболяването сред тези, които са били изложени на заболяването и са в по-висок риск. Най-важната част от лечението включва осигуряване на дихателните пътища, което често се извършва чрез ендотрахеална интубация. След това се прилагат интравенозни антибиотици като цефтриаксон и евентуално ванкомицин или клиндамицин. Обикновено се използват и кортикостероиди. При подходящо лечение рискът от смърт сред децата със заболяването е около един процент, а сред възрастните е седем процента.
В резултат от използването на ваксината броят на случаите на епиглотит е намалял с повече от 95%. Исторически, малките деца са били най-силно засегнати, но в съвремеността заболяването е по-често срещано сред по-големите деца и възрастните. В Съединените щати засяга около 1,3 на 100 000 деца годишно. При възрастните засегнатите са между 1 и 4 на 100 000 души годишно. Среща се по-често в развиващия се свят. При деца рискът от смърт е около 6%; ако обаче бъдат интубирани рано, рискът пада под 1%.

## Известни случаи
6-годишният син на Бил Биксби Кристофър умира от заболяването през 1981 г.
Сара Силвърман прекарва една седмица в интензивното отделение с епиглотит.
Смята се, че Джордж Вашингтон е починал от епиглотит. Леченията, прилагани на Вашингтон, като тежко кръвопускане, клизма, оцет, градински чай, меласа, масло, измазване на гърлото му с испанска муха, пиене на живачен хлорид и антимон калиев тартарат и прилагане на пшенични лапи върху различни части на тялото, вече не се използват.
Джин от Би Ти Ес обявява във видеоклип от 2022 г., че е бил диагностициран с епиглотит.
Бащата на Уес Мур умира от епиглотит, когато Мур е на четири години.